# 虞文桂
虞文桂（？—？），盛京人，清朝官員。吏員出身。

## 生平
虞文桂於1744年（乾隆9年）接替杭可畏，於台灣台北地區擔任八里坌巡檢一職，是大台北地區的地方父母官。